# Saginaw Grant
Saginaw Morgan Grant (sinh ngày 20 tháng 7 năm 1936) là một diễn viên.